# Mi kung fu es más fuerte que el tuyo
"Mi kung fu es más fuerte que el tuyo" es un tropo y un eslogan de la cultura popular. Originalmente se refiere a las tramas clichés de las películas de artes marciales. El tropo se popularizó durante la persecución del pirata informático Kevin Mitnick en 1994. La frase también se traduce como "Mi kung fu es mejor que el tuyo", "Mi kung fu es más fuerte que tu kung fu", "Mi kung fu es el mejor", etc.

## Primeras menciones
En 1976, la revista Black Belt publicó un artículo sobre el artista marcial Leo Fong, donde fue citado diciendo: "La trama [de las películas de kung fu] suele ser 'mi escuela es mejor que la tuya' o 'tu- amo-mató-a-mi-amo-así que nosotros-mataremos-al-tuyo'. Esos son los dos temas básicos, incluso en algunas de las películas de Bruce Lee. Los chinos de primera y segunda generación todavía han escuchado las leyendas de los maestros del kung fu y sus hazañas y explotaciones ".
En una entrevista de 1995 al instructor de artes marciales Black Belt (Cinturón Negro), Ip Ching, recordó a un hombre experto en el estilo Eagle Claw que alrededor de 1928 se unió a una escuela de artes marciales que estaba abierta a todos los estilos. El hombre reclamó el título de instructor jefe creyendo que "ninguno de los instructores tenía buen kung fu" y les dijo a los demás "su kung fu es basura". Ip Man fue finalmente elegido para defender a los demás del intruso. 

## Zeke Shif
El 25 de diciembre de 1994, las computadoras del experto en seguridad informática Tsutomu Shimomura en San Diego experimentaron un ataque hacker por suplantación de dirección IP. El ataque fue lanzado por Kevin Mitnick desde el dominio toad.com en San Francisco, a través de una computadora propiedad de John Gilmore .  El 27 de diciembre de 1994, Shimomura recibió un mensaje "Maldito seas, mi técnica es la mejor" en su buzón de voz . Tres días después, la persona que llamó dejó otro mensaje, comenzando con un grito de kung fu y diciendo: "Su técnica de seguridad será derrotada. Tu técnica no es buena".  La búsqueda de Shimomura del pirata informático finalmente lo llevó a Kevin Mitnick, pero la persona que llamó fue identificada como el pirata informático y bromista Zeke Shif. Shif explicó más tarde: "Escuché que este tipo llamado Shimomura había sido hackeado... así que pensé, qué diablos, dejaré algunos mensajes de voz. Solía ver muchas películas de kung fu". 
La frase se le había atribuido a Mitnick hasta que se reveló la identidad de Shif. Shif también dejó muy claro que no tenía nada que ver con ningún hackeo, ni con nada de lo que había hecho Mitnick, y que solo se estaba burlando de las películas de kung fu.

## Cultura moderna
La frase se convirtió en lo que ZDNet llamó "una piedra de toque cultural por derecho propio", equiparando la piratería con el kung fu. En el episodio " Sospechosos inusuales" de The X-Files, se oye murmurar a los hackers de "Lone Gunmen": "Tu kung fu es el mejor". La frase también aparece en contexto de piratería en la película The Core .
Las reseñas de algunas películas de artes marciales modernas, como Ip Man 2, aún evocan el tropo de "mi kung fu es más fuerte que el tuyo". Dos trofeos del videojuego de 2011 Mortal Kombat se llaman "My Kung Fu Is Strong" y "My Kung Fu Is Stronger".